# آراگوئنا
آراگوئنا (به پرتغالی: Araguaína) یک شهرداری‌های برزیل و شهرداری و شهر بزرگ در برزیل است که در توکانتینس واقع شده‌است. آراگوئنا ۳٬۹۲۰٫۱ کیلومتر مربع مساحت و ۱۸۳٬۳۸۱ نفر جمعیت دارد و ۲۲۷ متر بالاتر از سطح دریا واقع شده‌است.